# Joseph Wright (wioślarz)
Joseph Walter Harris „Joe” Wright (ur. 14 stycznia 1864 w Villanova, zm. 28 października 1950 w Toronto) – kanadyjski sportowiec, srebrny medalista olimpijski w wioślarstwie.
Wystąpił na igrzyskach olimpijskich w Saint Louis w 1904 roku, gdzie kanadyjska osada Toronto Argonauts w składzie: Arthur Bailey, John Rice, George Reiffenstein, Philip Boyd, George Strange, William Wadsworth, Donald MacKenzie, Joseph Wright i Thomas Loudon zdobyła srebrny medal w ósemkach. Do złotych medalistów, Amerykanów z Vesper Boat Club, Kanadyjczycy stracili trzy długości łódki. Startowały tylko dwie drużyny. Był to jego jedyny start olimpijski.
Do 1916 roku był pracownikiem poczty w Toronto, następnie podjął pracę jako trener wioślarstwa na Uniwersytecie Pensylwanii. Poza wioślarstwem uprawiał między innymi lekkoatletykę, zapasy, boks i rugby. Ustanowił rekordy Kanady w pchnięciu kulą i rzucie młotem, a w 1899 zdobył amatorskie mistrzostwo Kanady w boksie. Ponadto w 1928 roku został wybrany radnym Toronto, funkcję tę sprawował przez trzy kadencje.
Jego synowie: Joseph Wright Jr. i George Wright także zostali wioślarzami, a synowa, Martha Norelius, była trzykrotną mistrzynią olimpijską w pływaniu.